# Ichijō Kaneteru
Ichijō Kaneteru (también Ichijō Fuyutsune) (一条 兼輝 1652 – 1705?) fue un kuge (cortesano) que actuó de regente durante la era Edo. Fue hijo de Ichijō Norisuke.
Ocupó la posición de kanpaku del Emperador Reigen entre 1682 y 1687, sesshō del Emperador Higashiyama entre 1687 y 1689, y kanpaku del Emperador Higashiyama entre 1689 y 1690.